# Yvan Muller
Yvan Muller (Altkirch, Alsacia, Francia, 16 de agosto de 1969) es un piloto de automovilismo francés. Obtuvo el Campeonato Británico de Turismos de 2003 y fue subcampeón cuatro veces en 2001, 2002, 2004 y 2005; venció en el Campeonato Francés de Superturismos de 1995; y se consagró en el Campeonato Mundial de Turismos de 2008, 2010, 2011 y 2013, además de subcampeón en 2007, 2009, 2014, 2015, 2016, 2018 y 2020.En 2025 compite en la NASCAR Euro Series.

## Trayectoria

### Monoplazas y turismos
En su juventud, Muller adquirió experiencia en la categoría Élite del campeonato Francés de Karting y la Fórmula Renault Francesa. A continuación, disputó la Fórmula 3 Francesa durante tres años, donde finalizó cuarto en 1989, sexto en 1990 y séptimo en 1991. En 1992, Muller resultó campeón de la Fórmula 2 Británica con cuatro victorias y siete podios en nueve carreras. El francés ascendió a la Fórmula 3000 al año siguiente, donde logró solamente dos puntos. En 1994 cambió los monoplazas por los turismos, al inscribirse en el Campeonato Francés de Superturismos. Ese año finalizó tercero con dos victorias y seis podios. Muller fue campeón 1995 pilotando un BMW Serie 3. Luego estuvo un año en el Campeonato Italiano de Superturismos y otro en el Campeonato Alemán de Superturismos.

### Campeonato Británico de Turismos
En 1998, el equipo oficial de Audi en el Campeonato Británico de Turismos fichó por Muller. Ese año, el piloto terminó el certamen en séptima posición. Cambió por el equipo oficial de Vauxhall para 1999, y culminó la temporada sexto. En 2000, Muller logró tres victorias en 24 carreras y terminó cuarto, por detrás de los tres Ford Mondeo oficiales.
Pese a sus diez triunfos en 26 carreras durante la temporada 2001, no logró arrebatarle el título a su compañero de equipo Jason Plato y debió conformarse con el subcampeonato. Muller nuevamente quedó segundo en 2002 al ser derrotado por su compañero en Vauxhall, esta vez James Thompson. El francés logró romper la mala racha transitoriamente y conquistó el campeonato en 2003. Thompson devolvió la revancha a Muller al ganarle en 2004 por apenas un punto.

### Campeonato Mundial de Turismos/Copa Mundial de Turismos
Tras llevarse el subcampeonato británico por cuarta vez en 2005, Muller abandonó el certamen británico de forma definitiva. El corredor terminó su primera temporada en el Campeonato Mundial de Turismos en cuarta posición, al volante de un SEAT León oficial. En 2007, Muller quedó segundo tras Andy Priaulx, de BMW. Pese a ganar apenas tres pruebas en 24 carreras, el francés dominó la temporada 2008 y se llevó el título con 114 puntos, a 26 del subcampeón y compañero de equipo Gabriele Tarquini. En 2009 intercambiaron posiciones, de forma tal que Muller resultó subcampeón a cuatro puntos del italiano.

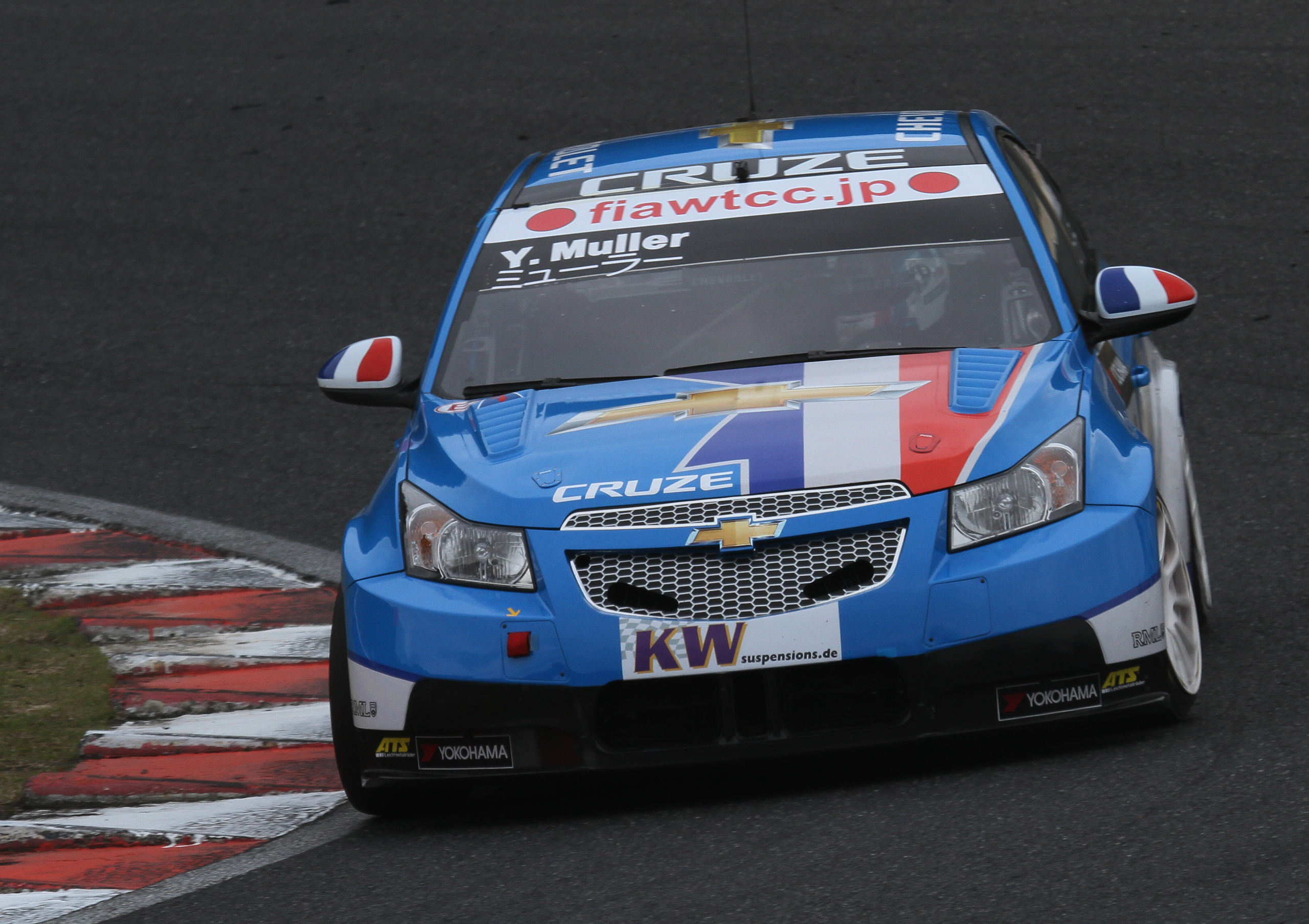
Chevrolet Cruze de Muller de 2010.

En 2010, tras la retirada de SEAT del Campeonato, Muller fichó para el equipo oficial Chevrolet. Logró llevar, finalmente, a la marca americana a lo más alto, y conquistó el primer título de ésta a nivel mundial, con tres victorias y nueve segundos puestos en 22 carreras al volante de un Chevrolet Cruze. Muller ganó ocho carreras en 2011 y subió al podio en 18 de 24, tras superar por tres puntos a su compañero de equipo Robert Huff, y obteniendo así su tercer título en la categoría.
En su tercer año como piloto oficial de Chevrolet, Muller obtuvo nueve victorias y 14 podios en 24 carreras, pero no le bastó para superar el puntaje de Huff y Alain Menu, por lo que finalizó tercero en el campeonato 2012.
Chevrolet dejó de dar apoyo oficial al equipo RML en la temporada, por lo que este siguió en el Campeonato Mundial de Turismos como privado. Muller obtuvo siete triunfos y 15 podios en 24 carreras, por lo que obtuvo su cuarto título mundial por amplio margen sobre Tarquini.

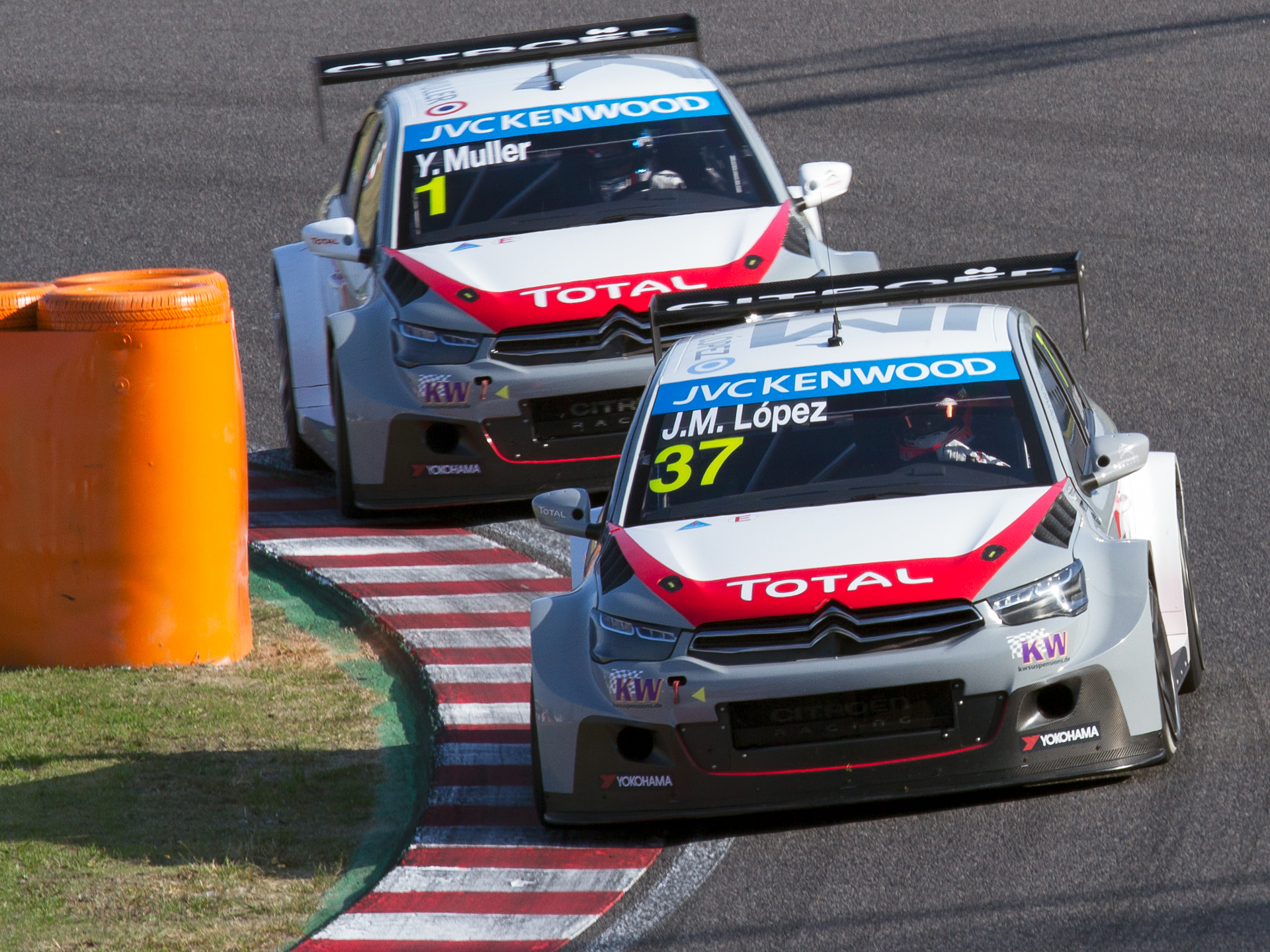
Muller junto a su compañero José María López.

El francés firmó con Citroën para correr a partir de 2014 con un Citroën C-Elysée. No pudo defender el título con éxito, consiguiendo cuatro victorias y 13 podios, de modo que resultó subcampeón por detrás de su compañero José María López. En 2016 resultó subcampeón con una victoria y nueve podios.
En septiembre, Muller anunció su retiro del Campeonato Mundial de Turismos. En 2017, corrió en una ronda con Volvo. En 2018 retornó a la renombrada Copa Mundial de Turismos (WTCR) con Hyundai, resulando subcampeón detrás de Gabriele Tarquini, acumulando tres victorias y 11 podios. En 2019, pasó a competir con la marca china Lynk & Co (Cyan Racing), resultando tercero con cuatro victorias y ocho podios.
Tras esto, continuó otros tres años en la categoría, donde obtuvo una victoria y el subcampeonato de 2020.

### Otras competiciones
En 1993 y 1996, Muller compitió en las 24 Horas de Le Mans con sport prototipos. Asimismo, participó como invitado en varias carreras de resistencia del V8 Supercars. Su actuación incluye una victoria en los 500 km de Sandown de 2005, en compañía del australiano Craig Lowndes.
Muller fue diez veces campeón del Trofeo Andros, un campeonato de automovilismo de circuitos de hielo. Asimismo, corrió la Carrera de Campeones de 2007, los Rally Dakar de 2007 y 2009 y el Rally de Alsacia de 2010 y 2011.

## Resumen de carrera
| Temporada | Categoría | Equipo     | Carreras | Victorias | Podios | Puntos | Pos. |
| --------- | --------- | ---------- | -------- | --------- | ------ | ------ | ---- |
| 1998      | BTCC      | Audi       | 26       | 0         |        | 110    | 7.º  |
| 1999      | BTCC      | Vauxhall   | 26       | 1         |        | 119    | 6.º  |
| 2000      | BTCC      | Vauxhall   | 24       | 3         |        | 168    | 4.º  |
| 2001      | BTCC      | Vauxhall   | 26       | 10        |        | 318    | 2.º  |
| 2002      | BTCC      | Vauxhall   | 20       | 5         |        | 163    | 2.º  |
| 2003      | BTCC      | Vauxhall   | 20       | 6         |        | 233    | 1.º  |
| 2004      | BTCC      | Vauxhall   | 30       | 5         |        | 273    | 2.º  |
| 2005      | BTCC      | Vauxhall   | 30       | 6         |        | 273    | 2.º  |
| 2006      | WTCC      | SEAT Sport | 20       | 1         | 7      | 62     | 4.º  |
| 2007      | WTCC      | SEAT Sport | 20       | 2         | 4      | 81     | 2.º  |
| 2008      | WTCC      | SEAT Sport | 24       | 3         | 9      | 114    | 1.º  |
| 2009      | WTCC      | SEAT Sport | 24       | 4         | 11     | 123    | 2.º  |
| 2010      | WTCC      | RML Group  | 22       | 3         | 14     | 331    | 1.º  |
| 2011      | WTCC      | RML Group  | 24       | 8         | 19     | 433    | 1.º  |
| 2012      | WTCC      | RML Group  | 24       | 9         | 14     | 393    | 3.º  |
| 2013      | WTCC      | RML Group  | 24       | 7         | 15     | 431    | 1.º  |
| 2014      | WTCC      | Citroën    | 23       | 4         | 13     | 336    | 2.º  |
| 2015      | WTCC      | Citroën    | 24       | 6         | 13     | 357    | 2.º  |
| 2016      | WTCC      | Citroën    | 22       |           |        | 257    | 2.º  |
| 2017      | WTCC      | Polestar   | 2        |           |        | 16     | 15.º |
| 2018      | WTCC      | SEAT Sport | 30       |           |        | 303    | 2.º  |
| 2019      | WTCC      | SEAT Sport | 30       |           |        | 331    | 3.º  |
| 2020      | WTCC      | SEAT Sport | 16       |           |        | 195    | 2.º  |
| 2021      | WTCC      | SEAT Sport | 16       |           |        |        | 5.º  |
| Fuente:   |           |            |          |           |        |        |      |

## Resultados

### 24 Horas de Le Mans
| Año  | Equipo               | Copilotos                       | Automóvil      | Clase | Vueltas | Pos. | Pos. Clase |
| ---- | -------------------- | ------------------------------- | -------------- | ----- | ------- | ---- | ---------- |
| 1993 | Didier Bonnet Racing | Gérard Tremblay Georges Tessier | Debora SP93    | LMP   | 259     | DNF  | DNF        |
| 1996 | Rocketsports         | Fermín Vélez Andy Evans         | Ferrari 333 SP | WSC   | 31      | DNF  | DNF        |

### Rally Dakar
| Año     | Clase  | Copiloto     | Vehículo | Posición | Etapas |
| ------- | ------ | ------------ | -------- | -------- | ------ |
| 2007    | Coches | Rene Metge   | Nissan   | 22.º     | -      |
| 2009    | Coches | Sin copiloto | Buggy    | Ret.     | -      |
| Fuente: |        |              |          |          |        |

### Turismo Competición 2000
| Año  | Equipo           | Auto                 | 1   | 2   | 3  | 4  | 5   | 6   | 7  | 8   | 9   | 10  | 11  | 12 | 13  | Res. | Puntos |
| ---- | ---------------- | -------------------- | --- | --- | -- | -- | --- | --- | -- | --- | --- | --- | --- | -- | --- | ---- | ------ |
| 2010 |                  |                      | PDE | SMM | GR | AG | RES | TRH | LR | SFE | SFE | CEN | OBE | BA | PDF | -    | -      |
| 2010 | Chevrolet Elaion | Chevrolet Vectra III |     |     |    |    |     |     |    |     |     |     |     | 5  |     | -    | -      |

### Copa Mundial de Turismos
(Clave) (negrita indica pole position) (cursiva indica vuelta rápida)

| Año  | Equipo                | Auto              | 1   | 2   | 3   | 4   | 5   | 6   | 7   | 8   | 9   | 10  | 11  | 12  | 13  | 14  | 15  | 16  | 17  | 18  | 19  | 20  | 21  | 22  | 23  | 24  | 25  | 26  | 27  | 28  | 29  | 30  | Pos. | Pts. |
| ---- | --------------------- | ----------------- | --- | --- | --- | --- | --- | --- | --- | --- | --- | --- | --- | --- | --- | --- | --- | --- | --- | --- | --- | --- | --- | --- | --- | --- | --- | --- | --- | --- | --- | --- | ---- | ---- |
| 2018 |                       |                   | MAR | MAR | MAR | HUN | HUN | HUN | ALE | ALE | ALE | NED | NED | NED | POR | POR | POR | SVK | SVK | SVK | CHN | CHN | CHN | CHW | CHW | CHW | JAP | JAP | JAP | MAC | MAC | MAC | 2°   | 303  |
| 2018 | YMR                   | Hyundai i30 N TCR | 11  | 9   | 2   | 4   | 3   | 3   | 1   | 4   | 3   | Ret | 24† | Ret | 1   | 2   | 11  | 12  | 3   | Ret | 7   | 1   | Ret | 15  | 9   | Ret | 3   | 10  | 21† | 2   | 3   | 4   | 2°   | 303  |
| 2019 |                       |                   | MAR | MAR | MAR | HUN | HUN | HUN | SVK | SVK | SVK | NED | NED | NED | ALE | ALE | ALE | POR | POR | POR | CHN | CHN | CHN | JAP | JAP | JAP | MAC | MAC | MAC | MYS | MYS | MYS | 3°   | 331  |
| 2019 | Cyan Racing Lynk & Co | Lynk & Co 03 TCR  | 18  | 7   | Ret | 2   | 6   | Ret | 11  | 11  | 14  | 2   | 9   | 5   | Ret | 15  | 10  | 9   | 6   | 2   | 1   | 3   | 1   | 11  | 14  | 13  | 1   | 1   | 6   | 6   | 6   | 11  | 3°   | 331  |
| 2020 |                       |                   | BEL | BEL | ALE | ALE | SVK | SVK | SVK | HUN | HUN | HUN | ESP | ESP | ESP | ARA | ARA | ARA |     |     |     |     |     |     |     |     |     |     |     |     |     |     | 2°   | 195  |
| 2020 | Cyan Racing Lynk & Co | Lynk & Co 03 TCR  | 8   | 2   | 2   | 7   | 14  | 8   | 13  | 4   | 2   | 9   | 7   | 2   | 14  | 7   | 1   | 4   |     |     |     |     |     |     |     |     |     |     |     |     |     |     | 2°   | 195  |
| 2021 |                       |                   | ALE | ALE | POR | POR | ESP | ESP | HUN | HUN | CZE | CZE | FRA | FRA | ITA | ITA | RUS | RUS |     |     |     |     |     |     |     |     |     |     |     |     |     |     | 4°   | 169  |
| 2021 | Cyan Racing Lynk & Co | Lynk & Co 03 TCR  | 2   | 7   | 2   | 9   | 11  | 10  | 15  | 6   | 4   | 6   | Ret | 2   | 5   | 4   | 8   | Ret |     |     |     |     |     |     |     |     |     |     |     |     |     |     | 4°   | 169  |
| 2022 |                       |                   | FRA | FRA | ALE | ALE | HUN | HUN | ESP | ESP | POR | POR | ITA | ITA | ALS | ALS | BAR | BAR | ARA | ARA |     |     |     |     |     |     |     |     |     |     |     |     | 14.º | 78   |
| 2022 | Cyan Racing Lynk & Co | Lynk & Co 03 TCR  | 3   | 6   | C   | C   | 10  | 9   | 7   | 7   | 14  | 4   | DNS | DNS | WD  | WD  |     |     |     |     |     |     |     |     |     |     |     |     |     |     |     |     | 14.º | 78   |